# Régiment de Diesbach
Le régiment de Diesbach est un régiment d'infanterie suisse du royaume de France créé en 1690.

## Création et différentes dénominations
- 1er janvier 1690 : création du régiment de Salis dit régiment de Salis Jeune
- 23 janvier 1702 : renommé régiment de May[note 1].
- 28 mai 1715 : renommé régiment de Buisson
- 4 janvier 1721 : renommé régiment de Diesbach
- 1er janvier 1791 : renommé 85e régiment d’infanterie de ligne
- 20 août 1792 : licencié

## Équipement

### Drapeaux
8 drapeaux dont un blanc colonel semé de fleurs de lys d’or, & croix blanches, et 7 d’ordonnance, « flâmes rouges, bleues, jaunes & blanches, & croix blanches, au milieu desquelles est une main tenant 3 lys d’or renversez au-dessus d’un Monde peint en or ».

Drapeaux colonel et d’ordonnance
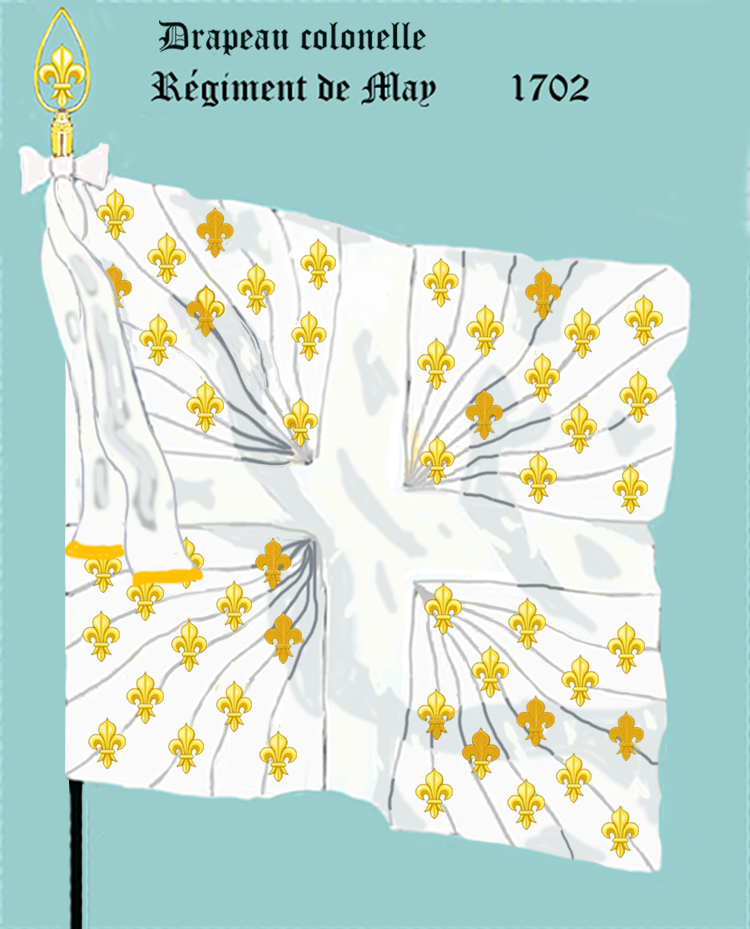
drapeau colonel du régiment de May de 1702 à 1715
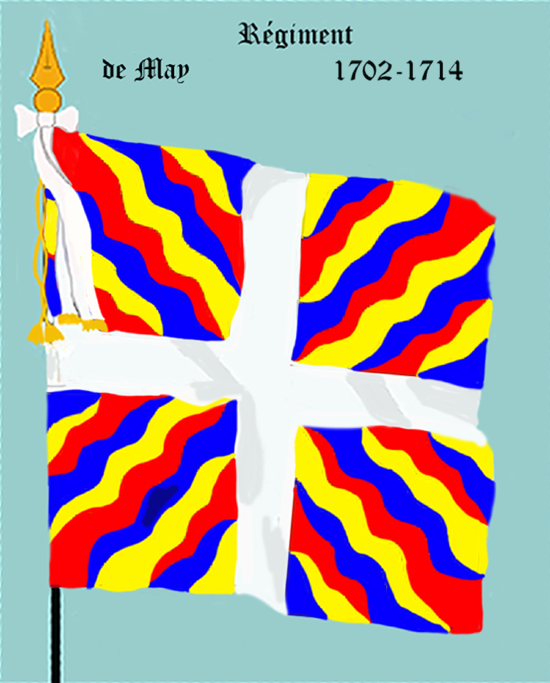
régiment de May de 1702 à 1715
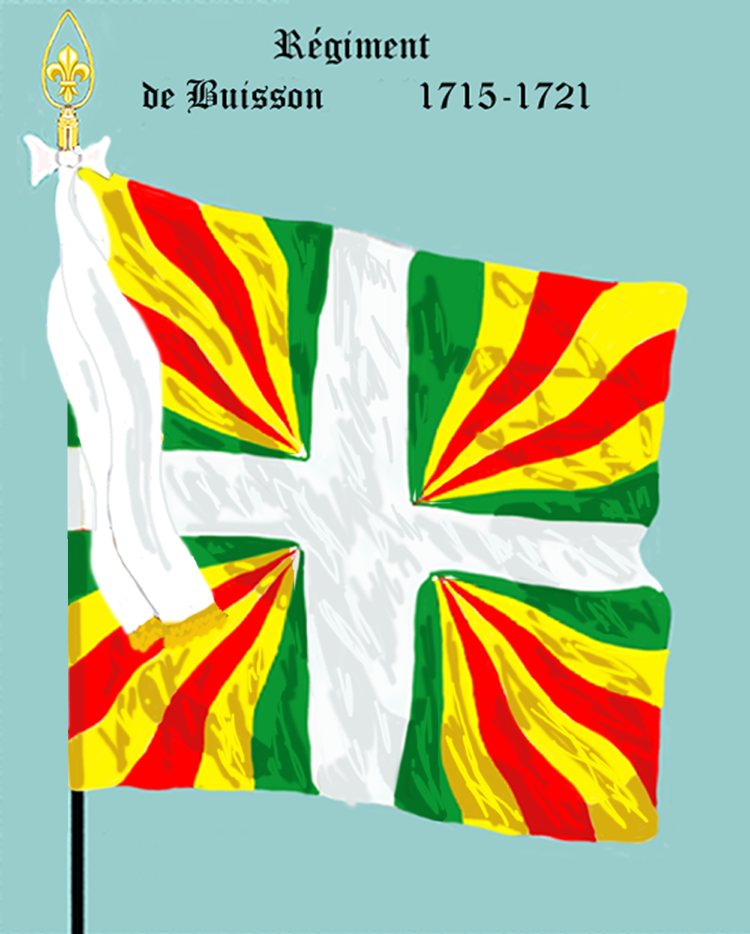
régiment du Buisson de 1715 à 1721

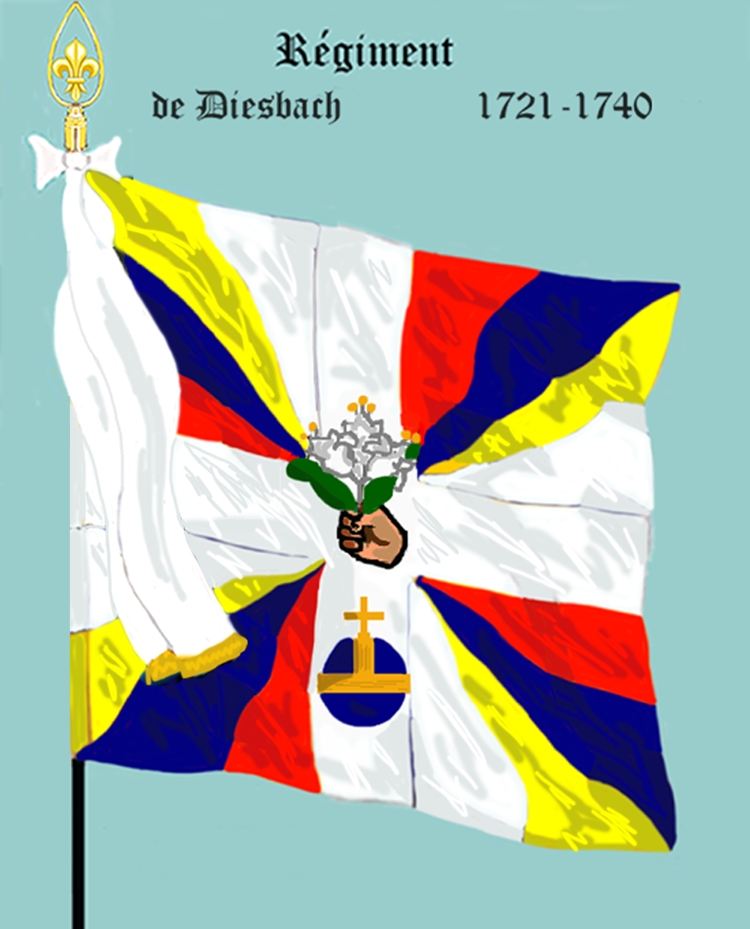
régiment de Diesbach de 1721 à 1740
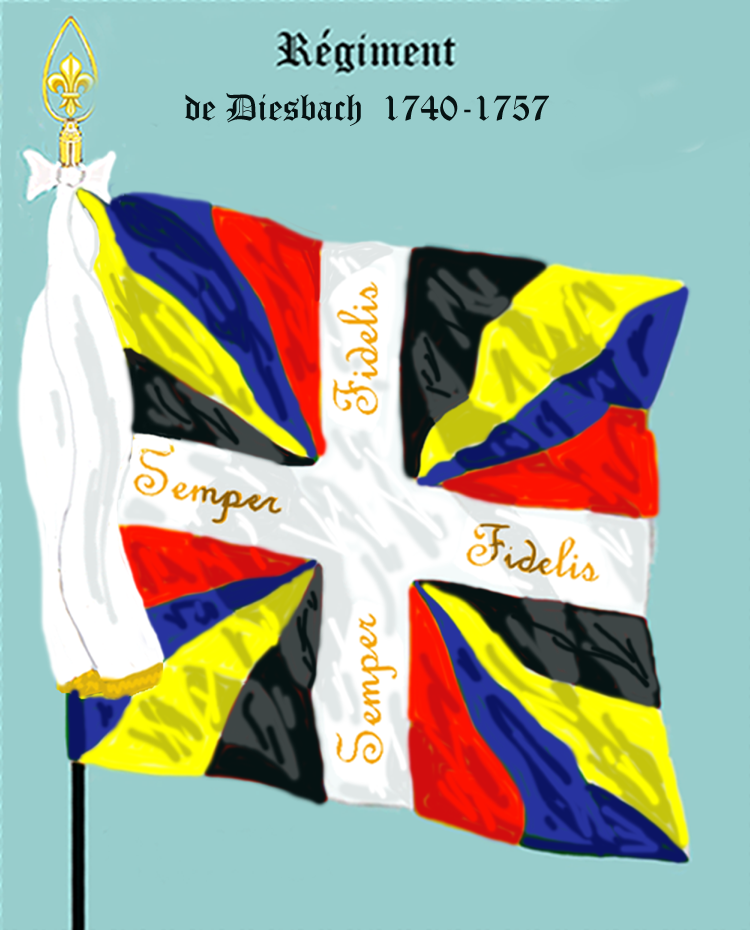
régiment de Diesbach de 1740 à 1757
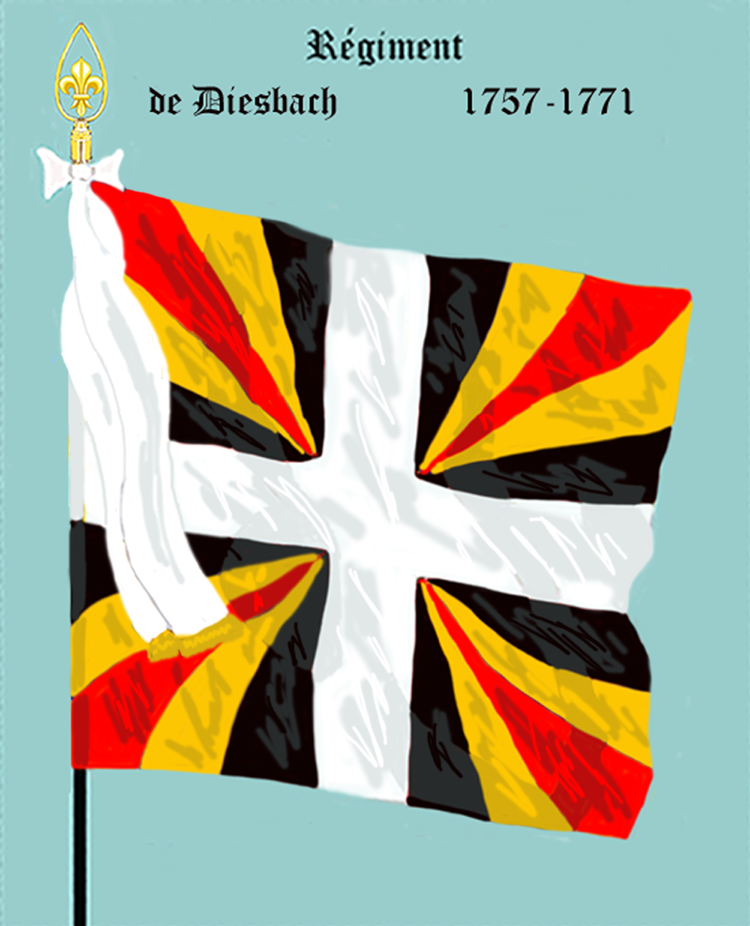
régiment de Diesbach de 1757 à 1771
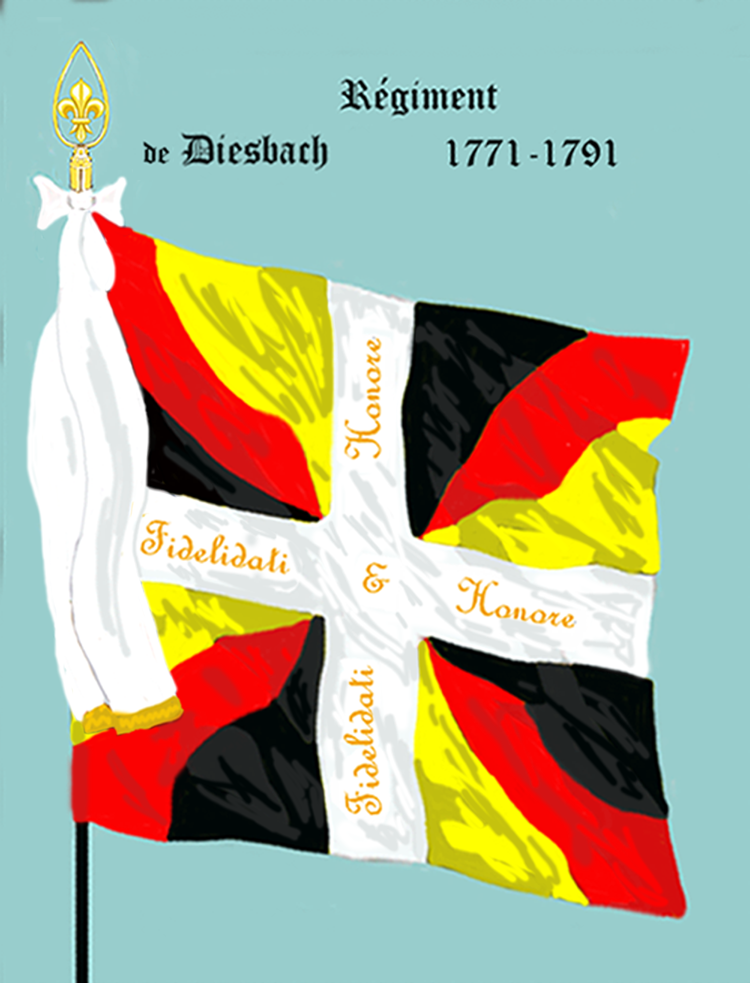
régiment de Diesbach de 1771 à 1791

### Habillement

Uniformes
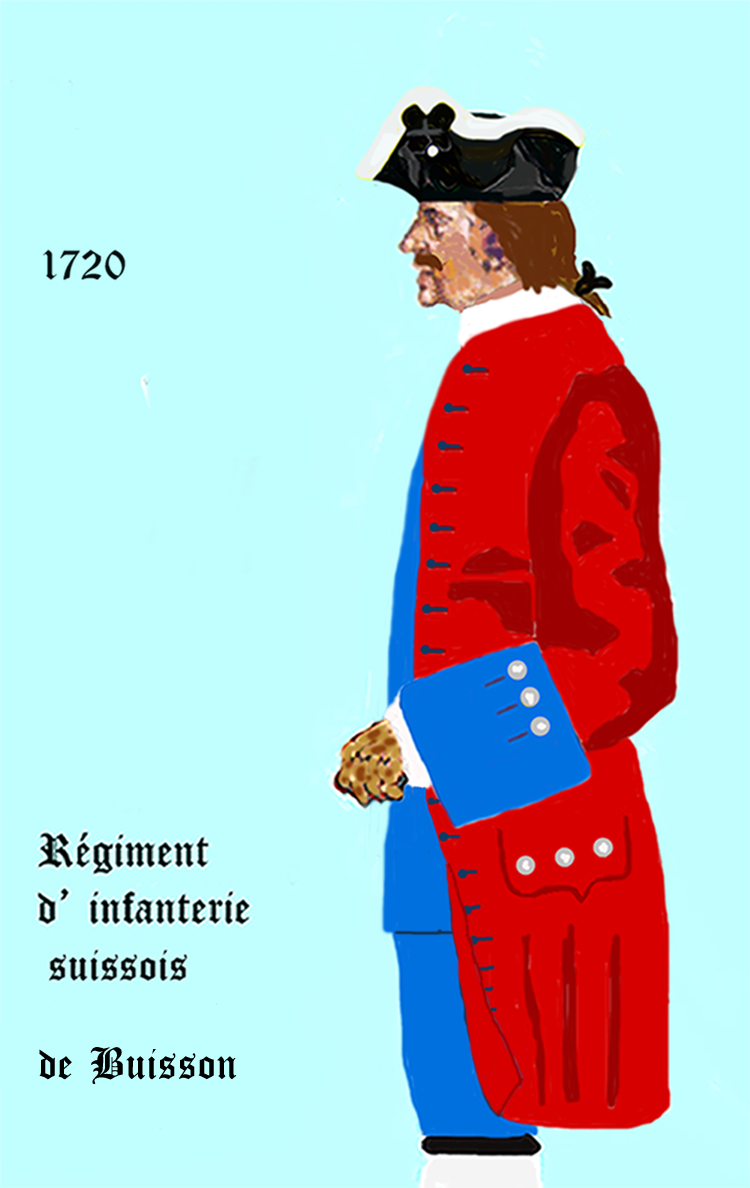
régiment du Buisson de 1720 à 1721
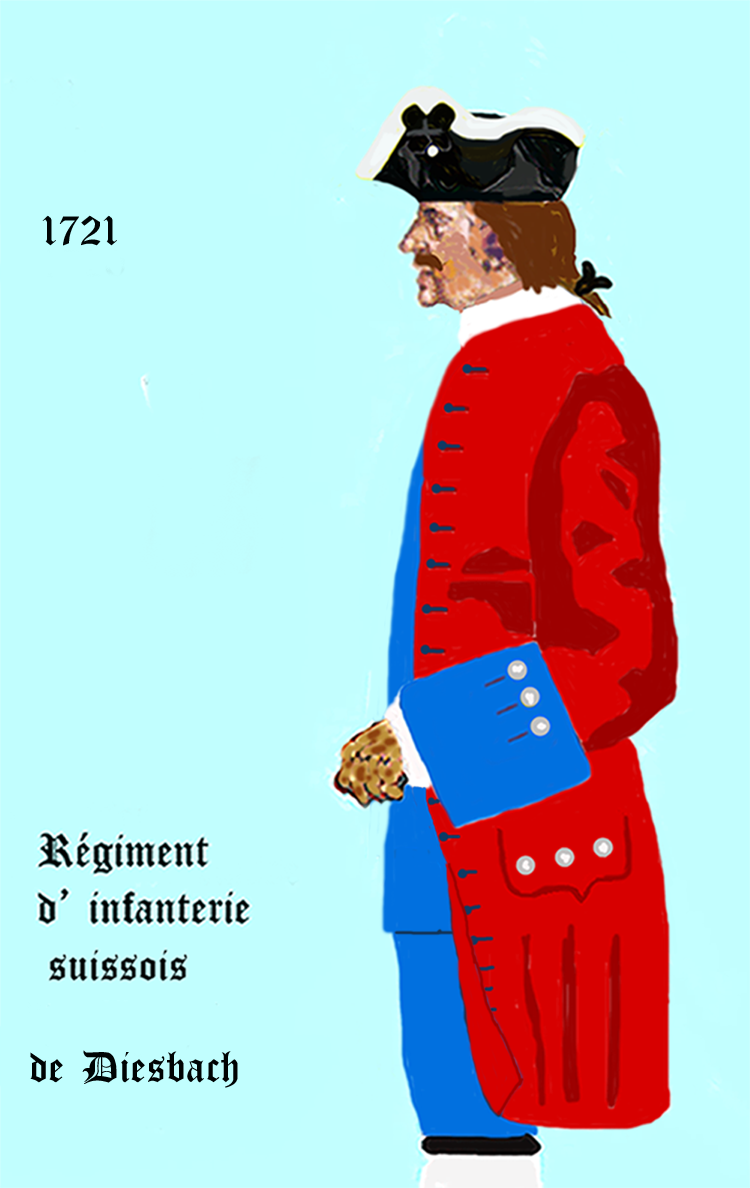
régiment de Diesbach de 1721 à 1734
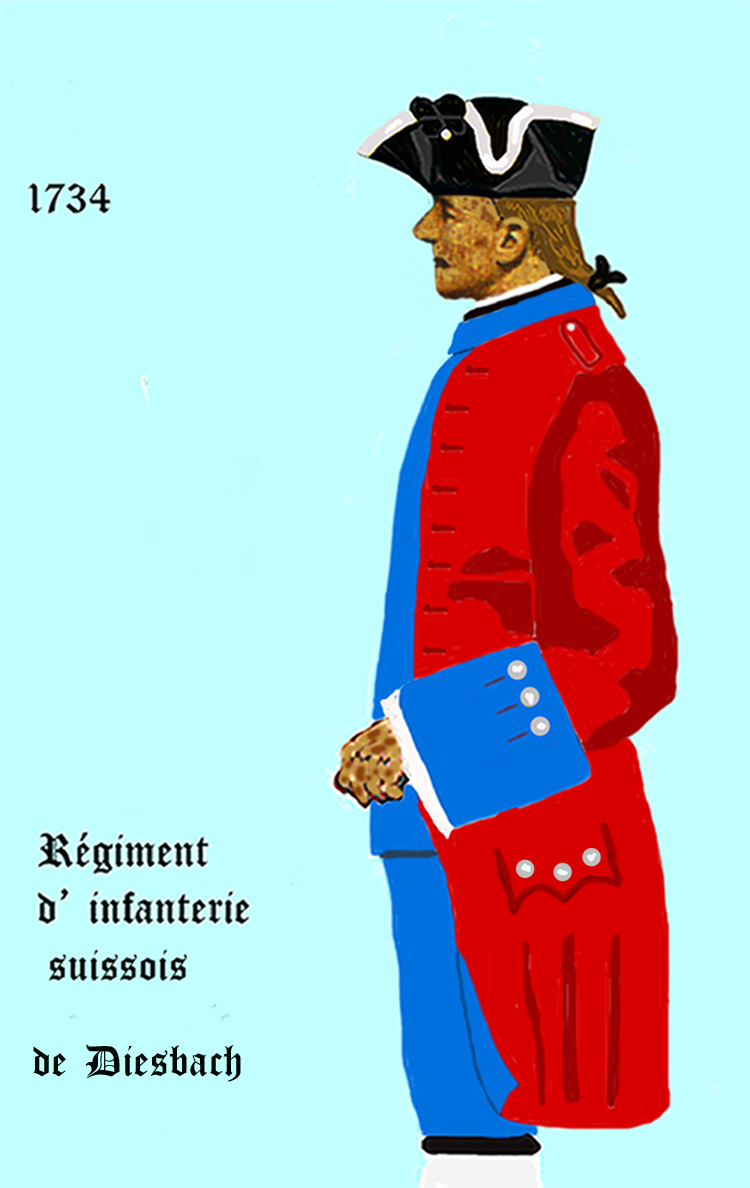
régiment de Diesbach de 1734 à 1762
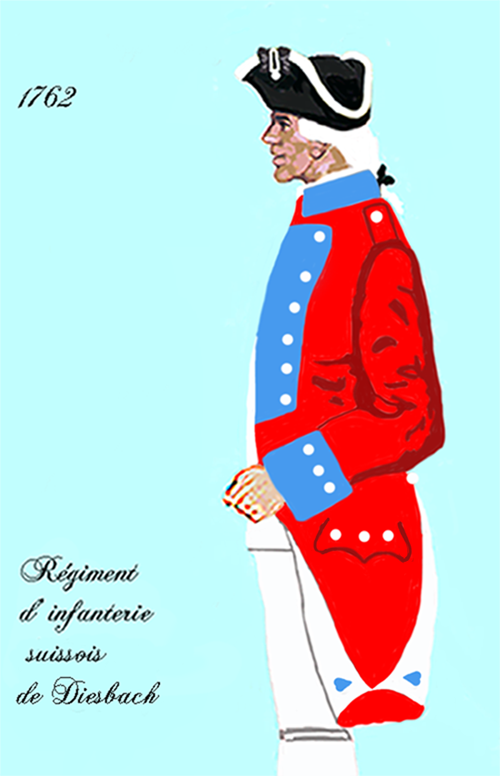
régiment de Diesbach de 1762 à 1776

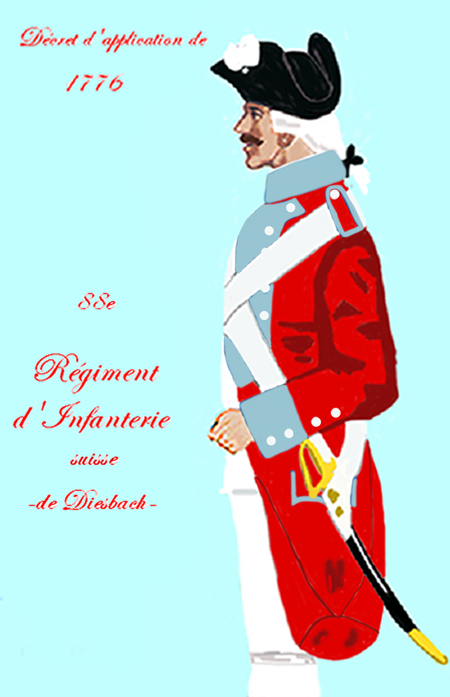
régiment de Diesbach de 1776 à 1786
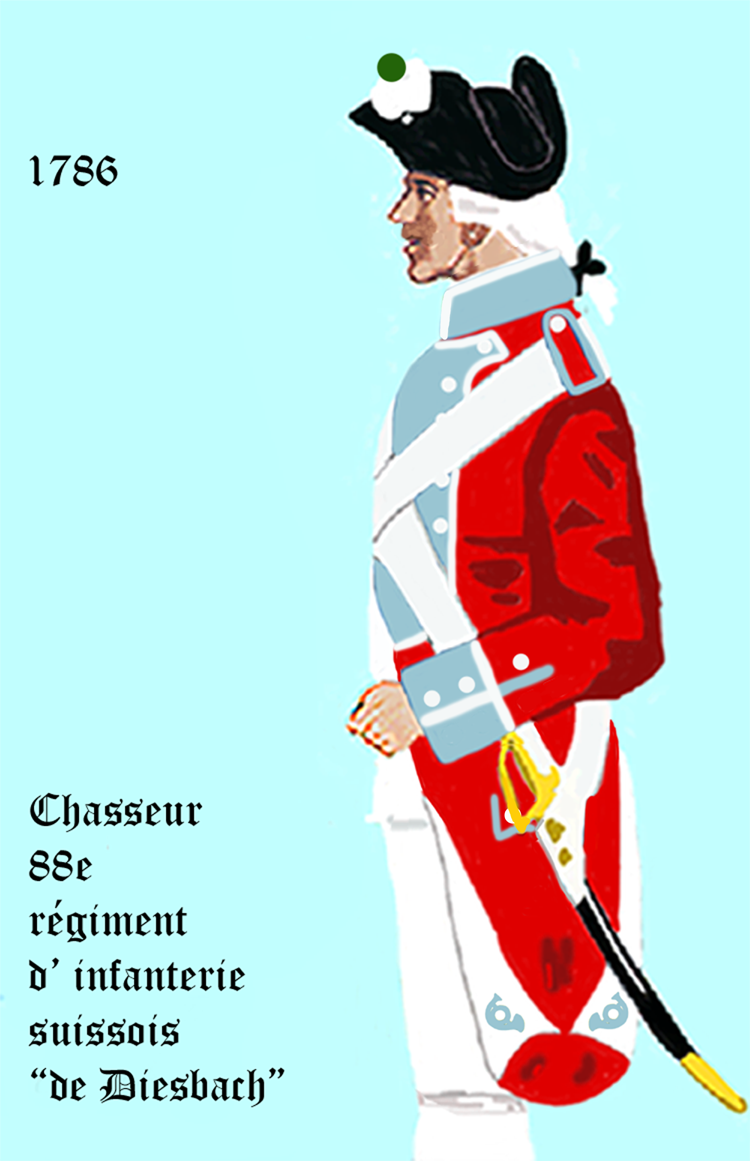
régiment de Diesbach de 1786 à 1791
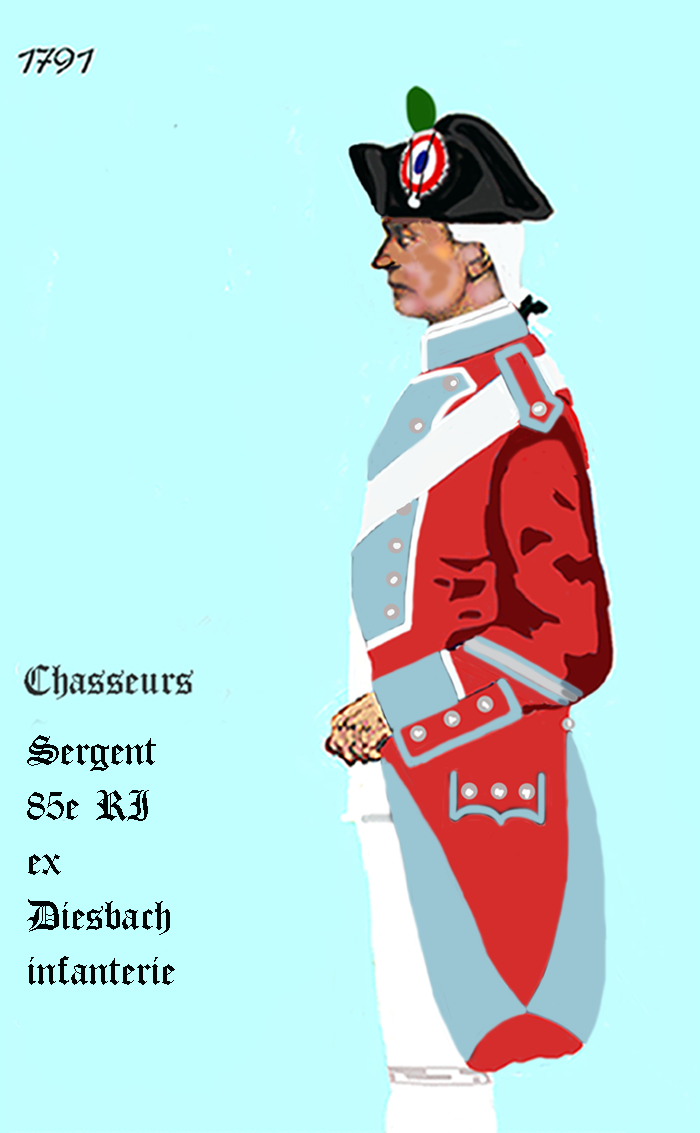
85e régiment d’infanterie de ligne de 1791 à 1792

## Historique

### Colonels et mestres de camp
- 1690 - 1702 : Johann-Baptist von Salis-Soglio, dit "Salis Le Jeune" (1646-1702), lieutenant-colonel du régiment suisse de Stoppa-Jeune (1689), commission de former un régiment suisse de son nom et colonel propriétaire du régiment de Salis (1er janvier 1690), brigadier (1693).
- 1702 - 1715 : Johann-Rudolf von May (1652-1715), officier au service de France (1673), lieutenant-colonel du régiment de Manuel (1694), colonel (1701), colonel propriétaire du régiment de Salis devenant de May (1702), brigadier (1706), campagne des Pays-Bas.
- 1715 - 1721 : Ami du Buisson (1649-1721), entré au service en 1673, lieutenant au Gardes Suisses (1673), leva une compagnie (1677) puis une autre (1690), lieutenant-colonel au régiment de Jeune Salis (1690), colonel (1702), brigadier (1706), colonel propriétaire du régiment de May devenant du Buisson (1715).
- 1721 - 1764 : François Philippe, comte de Diesbach-Steinbrugg, de Fribourg (1682-1764), seigneur d'Heitenried, cadet au régiment des Gardes Suisses (1697 et 1700), lieutenant et aide-major au régiment de Vieux Stuppa (1700), capitaine commandant au régiment de Brendlé (1701), leva une compagnie au régiment de Pfyffer (1702), commandant du second bataillon du régiment de Pfyffer (1709), lieutenant-colonel (1713), comte du saint-Empire par Charles VI (1718), lieutenant-colonel au régiment du Buisson (1719), colonel propriétaire du régiment du Buisson devenant de Diesbach (1721), chevalier de Saint-Louis (1721), brigadier des Armées du Roi (1734), maréchal de camp (1738), et commandeur de Saint-Louis (1743).
- 1764 - 1785 : François Joseph Romain, 1er comte et 3e baron de Diesbach Belleroche, de Fribourg (1716-1786), major au régiment de Diesbach (1743), colonel en second du Régiment de Diesbach (1757), brigadier (1758), maréchal de camp (20 février 1761), gouverneur de Kassel (1762), commandeur de Saint-Louis (1763), colonel propriétaire du régiment de Diesbach (1764), grand-croix de l’Ordre de Saint-Louis (1779), lieutenant général des armées du Roy (1780).
- 1785 - 1792 : François Philippe Ladislas, comte de Diesbach Belleroche, de Fribourg (1747-1822), vicomte d'Ervillers, seigneur des deux Achiet, Wanquetin, La Cour de Cugy, chevalier de St-Louis (1783), colonel-propriétaire du régiment de Diesbach (1785), député au Grand-Conseil de Fribourg (1814-1817), et lieutenant-général en France (1816).
- 1792 - 1792 : Rodolphe de Diesbach (1734-1797).

### Quartiers
- 1751-1752 : Marsal
- Thionville[1]

### Campagnes et batailles
Régiment de Salis
- 1691 :
  - Siège de Mons.
- 1692 :
  - Siège de Namur.
- 1693 :
  - Bataille de Nerwinden
- 1693 :
  - Siège de Huy
  - Siège de Charleroi
  - Défense de Saint-Malo.
- 1697 :
  - Siège d'Ath.

Régiment de May
- 1702 :
  - Bataille d'Uetz
  - Bataille du fort de Kykuit.
- 1706 :
  - Bataille de Ramilies
- 1709 :
  - Bataille de Malplaquet

Régiment d'infanterie de Diesbach-Steinbrugg
En 1722, il a participé à la construction du canal du Loing.
- 1740-1748 : Guerre de Succession d'Autriche
  - 1745 :
    - Siège de Tournai
    - 11 mai Bataille de Fontenoy
    - Siège d'Audenarde
    - Siège de Termonde
- 1746 :
  - Siège de Bruxelles
  - Siège de Mons
  - Siège de Namur
  - Bataille de Rocoux
- 1747 :
  - Combat de Rosenthal près du pont de Walemmes.
  - juin 1747 : le régiment se couvre de gloire à la bataille de Lawfeld
  - octobre 1747 : attaque et prise du Fort Frédéric-Henri.
- 1757 :
  - Le régiment se « couvre d'une gloire immortelle » à la bataille de Rossbach
- 1758 :
  - Le régiment se distingua à la bataille de Sunderhausen.
  - Prise glorieuse de Cassel
  - Bataille de Lutzelberg
- 1759 :
  - Bataille de Bergen
  - Bataille de Minden
- 1760 :
  - Bataille de Corbach
  - Bataille de Warburg
- 1762 :
  - Combat du château d'Amenebourg

## Personnalités
- François Dominique Perrier